# جورج تايلور (لاعب كريكت)
جورج تايلور (25 نوفمبر 1909 في المملكة المتحدة - 21 أكتوبر 1986 في المملكة المتحدة) (بالإنجليزية: George Taylor)‏ هو لاعب كريكت بريطاني (وحمل سابقاً جنسية المملكة المتحدة لبريطانيا العظمى وأيرلندا). لعب مع نادي مقاطعة هامبشاير للكريكت ‏.

## وصلات خارجية
- جورج تايلور على موقع إي آس بي آن كريك إنفو (الإنجليزية)